# Conoeca ligatus
Conoeca ligatus är en fjärilsart som beskrevs av Walker 1865. Conoeca ligatus ingår i släktet Conoeca och familjen säckspinnare. Inga underarter finns listade i Catalogue of Life.